# تاباناش جفرسون
تاباناش جفرسون (باليابانية: タビナス・ジェファーソン) (7 أغسطس 1998 في شينجوكو في اليابان – )؛ هو لاعب كرة قدم كان يلعب كمدافع.

## وصلات خارجية
- تاباناش جفرسون على موقع رابطة كرة القدم اليابانية للمحترفين (اليابانية)
- تاباناش جفرسون على موقع قاعدة بيانات كرة القدم.إي يو (الإنجليزية)
- تاباناش جفرسون على موقع ناشيونال فوتبول تيمز (الإنجليزية)
- تاباناش جفرسون على موقع Soccerway.com (الإنجليزية)
- تاباناش جفرسون على موقع عالم كرة القدم.نت (الإنجليزية)